# Stazione di Albacina
Stazione di Albacina vasútállomás Olaszországban, Marche régióban, Fabriano településen.

## Vasútvonalak
Az állomást az alábbi vasútvonalak érintik:
- Civitanova-Fabriano-vasútvonal
- Ancona–Orte -vasútvonal

## Kapcsolódó állomások
A vasútállomáshoz az alábbi állomások vannak a legközelebb: 
- Albacina old railway station (Ancona–Orte -vasútvonal)
- Stazione di Fabriano (Ancona–Orte -vasútvonal)
- Stazione di Cerreto d'Esi (Civitanova-Fabriano-vasútvonal)